# Ashley Harkleroad
Ashley Harkleroad (ur. 2 maja 1985 w Rossville) – amerykańska tenisistka.

## Kariera tenisowa
Zawodową tenisistką Harkleroad była w latach 2000–2012.
Od sezonu 2000 startowała w kwalifikacjach do najważniejszych imprez WTA w Stanach Zjednoczonych – w Miami i US Open. Zakończyła je bez powodzenia. W czasach rozgrywek juniorskich związana była z Andym Roddickiem. W roku 2001 organizatorzy turniejów w Miami i US Open przyznali jej dzikie karty, ale w obydwu przypadkach Harkleroad odpadła w pierwszej rundzie. W kolejnym sezonie wygrała trzy pierwsze spotkania z cyklu WTA, dochodząc do drugiej rundy w San Diego, Bratysławie i na Hawajach. Osiągnęła też półfinał debla w stolicy Słowacji. Rok 2003 był przełomowy w karierze Amerykanki. Zagrała w Charleston, pokonując trzy zawodniczki z czołowej dwudziestki rankingu: Jelenę Bowinę, Meghann Shaughnessy i Danielę Hantuchovą, tracąc we wszystkich tych spotkaniach jedenaście gemów. W półfinale nie sprostała Justine Henin, ale została najniżej sklasyfikowaną półfinalistką tego turnieju od 1990 roku, gdy w finale wystąpiła grająca z dziką kartą i nieklasyfikowana Jennifer Capriati. Awansowała o ponad pięćdziesiąt pozycji w rankingu światowym, na 56. miejsce. Osiągnęła półfinał w Strasburgu i finał debla w Tokio. Wyniki te premiowały Amerykankę na 39. i najwyższe miejsce rankingowe w karierze. Na początku roku 2004 osiągnęła finał turnieju w Auckland.
Dnia 4 grudnia 2004 w Chattanooga została żoną amerykańskiego tenisisty, Alexa Bogomolova Jr., ale wkrótce rozwiedli się.
W sezonie 2005 Harkleroad startowała głównie w turniejach z cyklu ITF i wygrała dwa z nich. W turniejach WTA nie wygrała żadnego spotkania, choć czterokrotnie próbowała. Osiągnęła drugi finał deblowy w Québecu. Powróciła do czołowej setki rankingu w 2006 po kilku wygranych spotkaniach pierwszej rundy. Doszła do finału deblowych turniejów WTA w Pradze i Rabacie. W styczniu 2007 osiągnęła trzecią rundę Australian Open – przegrała z Danielą Hantuchovą mimo prowadzenia 5:2 w trzecim secie.
W ostatniej chwili zrezygnowała ze startu w US Open 2008, jako oficjalny powód podając kontuzję. Nieoficjalnym powodem rezygnacji z turnieju była ciąża tenisistki, w którą zaszła ze swoim trenerem Chuckiem Adamsem. Harkleroad w przerwie sportowej wyszła za mąż za Adamsa, a 30 marca 2009 urodziła syna, Charliego. Jej powrót do WTA Tour nastąpił podczas imprezy w Miami, jednak przegrała z Alicią Molik.

### Wygrane turnieje singlowe rangi ITF
|    | Data       | Turniej       |     |        | Naw.   | Finalistka          | Wynik         |
| 1. | 07/07/2002 | Los Gatos     | ITF | 50 000 | twarda | Cippora Obziler     | 6:2, 6:2      |
| 2. | 18/08/2002 | Bronx         | ITF | 50 000 | twarda | Ľubomíra Kurhajcová | 6:1, 6:3      |
| 3. | 17/07/2005 | Louisville    | ITF | 50 000 | twarda | Séverine Brémond    | 4:6, 7:5, 6:0 |
| 4. | 07/08/2005 | Waszyngton    | ITF | 75 000 | twarda | Olga Puczkowa       | 6:2, 6:1      |
| 5. | 15/10/2006 | San Francisco | ITF | 50 000 | twarda | Clarisa Fernández   | 6:2, 6:3      |
| 6. | 14/10/2007 | San Francisco | ITF | 50 000 | twarda | Sunitha Rao         | 6:1, 6:2      |
| 7. | 11/11/2007 | Pittsburgh    | ITF | 75 000 | twarda | Olga Puczkowa       | 4:6, 6:4, 6:3 |
| 8. | 18/11/2007 | La Quinta     | ITF | 50 000 | twarda | Stéphanie Dubois    | 6:3, 7:6      |

### Finały juniorskich turniejów wielkoszlemowych

#### Gra pojedyncza (1)
| Końcowy wynik | Rok  | Turniej     | Nawierzchnia | Przeciwniczka     | Wynik finału  |
| Finalistka    | 2001 | French Open | Ceglana      | Angelique Widjaja | 6:3, 1:6, 4:6 |

#### Gra podwójna (1)
| Końcowy wynik | Rok  | Turniej   | Nawierzchnia | Partnerka    | Przeciwniczki                           | Wynik finału |
| Zwyciężczyni  | 2001 | Wimbledon | Trawiasta    | Gisela Dulko | Christina Horiatopoulos Bethanie Mattek | 6:3, 6:1     |